# December 8.
December 8. az év 342. (szökőévben 343.) napja a Gergely-naptár szerint. Az évből még 23 nap van hátra.
Névnapok: Mária + Buzád, Buzát, Emő, Emőke, Immakuláta, Küllikki, Mátyás

## Események
- 1609 – Milánóban megnyitják Európa második nyilvános könyvtárát, a Biblioteca Ambrosianát.
- 1705 – A kuruc csapatok beveszik Kőszeget, gróf Csáky Mihály, Kisfaludy György és Bezerédj Imre vezérletével.
- 1783 – II. József német-római császár, magyar és cseh király rendeletben áthelyezi a tudományegyetemet Budáról Pestre.
- 1813 - Első alkalommal Bécsben bemutatják Ludwig van Beethoven 7. szimfóniáját.
- 1854 – IX. Piusz pápa kinyilatkoztatja a szeplőtelen fogantatás dogmáját, amely szerint Szűz Mária bűn nélkül fogant, így mentes az eredendő bűntől.
- 1881 – Katasztrofális tűzvészben megsemmisül a bécsi Ring-Színház (Ringtheater). 386 ember veszti életét.
- 1906 – Elhelyezik ünnepélyesen a Szent István-bazilika zárókövét I. Ferenc József jelenlétében.
- 1914 – Döntő brit győzelmet hoz a Falklandi csata, melyben a csendes-óceáni német flotta nagy része megsemmisül.
- 1941 – Az Amerikai Egyesült Államok Kongresszusa hadat üzen Japánnak, ezzel az Egyesült Államok belép a második világháborúba.
- 1941 – Ausztrália, Dél-afrikai Köztársaság, Kanada és Új-Zéland hadat üzen Magyarországnak.
- 1946 – Az 1946. december 1-jei népszavazás eredményeként Németország amerikai megszállási övezetében megalakul a Bajor Szabadállam.
- 1949 – Kína nemzeti kormánya a kommunista hatalomátvételt követően Tajvan szigetére menekül.
- 1955 – Az Európa Tanács elfogadja jelképéül az európai zászlót.
- 1956 – A budapesti központi munkástanács öttagú delegációja a parlamentben tárgyal Marosán György államminiszterrel, Salgótarjánban sortűz dördül. („Mától kezdve nem tárgyalunk, mától kezdve lövünk”)
- 1965 – Befejeződik a második vatikáni zsinat.
- 1977 – Egyiptom bezáratja a kelet-európai szocialista országok konzulátusait és kulturális intézeteit.
- 1977 – Ahmad Hasszán al-Bakr iraki elnök a Szovjetunióba látogat.
- 1993 – A CEEPUS (Central European Exchange Program for University Studies – Közép-Európai Mobilitási Program) megalapítása.
- 1997 – Horn Gyula miniszterelnök a televízióban bejelenti, hogy 1998-tól a 65 évnél idősebbek ingyen utazhatnak a tömegközlekedési eszközökön, így a Malév járatain is.
- 2005 – XVI. Benedek pápa kibocsátja első enciklikáját.
- 2007 – Több mint tízmilliárd euró értékben ír alá kereskedelmi szerződéseket és szándéknyilatkozatokat Párizsban Moammer Kadhafi líbiai vezető és Nicolas Sarkozy francia elnök.
- 2024 – Az Aszad-rezsim bukása Szíriában.

## Születések
- I. e. 65 – Quintus Horatius Flaccus római költő († I. e. 8)
- 1542 – Stuart Mária Skócia királynője († 1587)
- 1642 – Johann Christoph Bach német zeneszerző († 1703)
- 1685 – Johann Maria Farina német illatszergyártó, a kölnivíz feltalálója († 1766)
- 1708 – I. (Lotaringiai) Ferenc német-római császár († 1765)
- 1723  – Paul Henri Thiry d’Holbach (Holbach báró) francia-német filozófus, tudós és enciklopédista († 1789)
- 1730 – Johann Hedwig erdélyi szász orvos, természettudós († 1799)
- 1751 – Heinrich Füger német festő († 1818)
- 1760 – Calovino József kanonok († 1804)
- 1767 – Benjamin Constant svájci születésű francia gondolkodó, író, politikus és filozófus († 1830)
- 1782 – Bartosságh József nyugalmazott jószágigazgató († 1843)
- 1789 – Hild József magyar műépítész, építőmester († 1867)
- 1790 – Balog István magyar színész († 1873)
- 1804 – Damjanich János honvéd tábornok, az aradi vértanúk egyike († 1849)
- 1813 – Adolph Kolping német katolikus pap, a Kolping mozgalom megszervezője († 1865)
- 1830 – Ábrai Károly magyar író († 1912)
- 1832 – Bjørnstjerne Bjørnson Nobel-díjas norvég író († 1910)
- 1842 – Csiky Gergely magyar író, költő, drámaíró, műfordító, a Kisfaludy Társaság másodtitkára, a Magyar Tudományos Akadémia levelező tagja  († 1891)
- 1856 – Thallóczy Lajos magyar történész († 1916)
- 1861 – Georges Méliès francia filmrendező († 1938)
- 1864 – Camille Claudel francia szobrásznő, Paul Claudel drámaíró nővére, Auguste Rodin szeretője († 1943)
- 1865 – 
  - Jean Sibelius finn zeneszerző († 1957)
  - Jacques Hadamard francia matematikus, legismertebb tudományos eredménye a prímszámtétel bizonyítása († 1963)
- 1872 – Janovics Jenő filmrendező, színigazgató, a magyar filmgyártás úttörője († 1945)
- 1877 – Fenyő Miksa a Nyugat főszerkesztője, a Gyáriparosok Országos Szövetségenek elnöke († 1972)
- 1885 – Szélyes Lajos magyar állatorvos, egyetemi tanár († 1963)
- 1886 – Diego Rivera mexikói festőművész († 1957)
- 1890 – Pándi Antal magyar magántisztviselő, könyvelő, országgyűlési képviselő († ?)
- 1891 – John Langenus belga nemzetközi labdarúgó-játékvezető († 1952)
- 1903 – Székely Zoltán hegedűművész, zeneszerző († 2001)
- 1905 – Hollós Korvin Lajos magyar író, költő, lapszerkesztő († 1971)
- 1906 – Ruttkay Mária magyar színésznő († 1988)
- 1910 – Karády Katalin magyar színésznő, énekesnő († 1990)
- 1911 – Bágya András zeneszerző († 1992)
- 1911 – Ungváry László Kossuth-díjas magyar színész († 1982)
- 1915 – Ernest Lehman Oscar-díjas amerikai forgatókönyvíró († 2005)
- 1922 – Solymos Ida magyar költő († 1995)
- 1924 – Hasznos István olimpiai bajnok vízilabdázó († 1998)
- 1925 – Sammy Davis Jr. amerikai énekes, táncos, színész  († 1990)
- 1926 – Revaz Cseidze grúz filmrendező, forgatókönyvíró, egyetemi tanár († 2015)
- 1927 – Berényi Gábor Jászai Mari-díjas magyar rendező, színházigazgató, érdemes művész († 2014)
- 1927 – Niklas Luhmann német szociológus († 1998)
- 1930 – Maximilian Schell Oscar-díjas osztrák színész († 2014)
- 1936 – David Carradine amerikai színész, Keith Carradine bátyja († 2009)
- 1938 – Tandori Dezső A Nemzet Művésze címmel kitüntetett, Kossuth- és József Attila-díjas magyar író,  műfordító († 2019)
- 1940 – Dr. Hambuch Vendel magyarországi sváb újságíró, történész, kisebbségkutató († 2012)
- 1941 – Bence György egyetemi tanár, filozófus, politikai konzultáns († 2006)
- 1942 – Aba Béla grafikusművész
- 1943 – Jim Morrison amerikai rockzenész, a The Doors együttes énekese († 1971)
- 1945 – Matus György Déryné-díjas magyar színész († 2018)
- 1948 – Dékány Sarolta magyar énekesnő
- 1948 – Luis Caffarelli argentin-amerikai matematikus
- 1948 – Molnár András Kossuth-díjas és Liszt Ferenc-díjas magyar operaénekes, a Halhatatlanok Társulatának örökös tagja
- 1953 – Kim Basinger amerikai színésznő
- 1953 – Vándor Éva Jászai Mari-díjas magyar színésznő
- 1958 – Michel Ferte (Michel Sylvère Adrien Ferté) francia autóversenyző († 2023)
- 1964 – Teri Hatcher amerikai színésznő
- 1965 – David Harewood angol színész
- 1966 – Sinéad O’Connor ír énekesnő, színésznő († 2023)
- 1969 – Kovács Éva Rebecca magyar színésznő
- 1973 – Corey Taylor amerikai énekes (a Slipknot tagja)
- 1976 – Dominic Monaghan angol színész
- 1978 – Ian Somerhalder amerikai színész
- 1982 – Nicki Minaj amerikai énekesnő
- 1983 – Neel Jani svájci autóversenyző
- 1984 – Emma Green svéd magasugró
- 1990 – Szép Dániel magyar színész
- 1992 – Berettyán Nándor magyar színész
- 1993 – AnnaSophia Robb amerikai színésznő, modell
- 1994 – Kovács Tamás magyar színész
- 1996 – Scott McTominay skót labdarúgó

## Halálozások
- 1719 – Baranyi Pál  magyar jezsuita prédikátor (* 1657)
- 1722 – Pfalzi Erzsébet Sarolta, XIV. Lajos francia király sógornője (* 1652)
- 1793 – Jeanne du Barry, XV. Lajos francia király szeretője (* 1743)
- 1854 – Mesterházy István honvéd ezredes, 1848-49-es hadosztályparancsnok (* 1811)
- 1864 – George Boole angol matematikus, filozófus (* 1815)
- 1873 – Bánffy János magyar főispán, országgyűlési képviselő (* 1810)
- 1888 – Bene Rudolf  magyar orvos (* 1816)
- 1894 – Pafnutyij Lvovics Csebisev orosz matematikus (* 1821)
- 1903 – Herbert Spencer angol filozófus (* 1820)
- 1913 – Rudnyánszky Gyula magyar költő és hírlapíró. (* 1858)
- 1937 – Pavel Alekszandrovics Florenszkij, orosz ortodox teológus, filozófus és matematikus (* 1882)
- 1941 – Grósz Emil orvos, szemész, 1905–1936 között a budapesti I. számú szemklinika igazgatója (* 1865)
- 1944 – Kis János altábornagy az antifasiszta ellenállás vezetője (* 1883)
- 1944 – Nagy Jenő vezérkari ezredes (* 1898)
- 1944 – Tartsay Vilmos vezérkari százados (* 1918)
- 1946 – Moesz Gusztáv magyar botanikus, mikológus (* 1873)
- 1972 – Felkai Ferenc magyar író (* 1894)
- 1976 – Baskay Tóth Bertalan magyar botanikus, mezőgazdasági mérnök, egyetemi tanár (* 1903)
- 1977 – Nagy Ernő magyar olimpiai bajnok vívó  (* 1898)
- 1978 – Golda Meir Izrael miniszterelnöke (* 1898)
- 1980 – John Lennon angol beat-zenész, a The Beatles egykori tagja (* 1940)
- 1980 – Lelkes Dalma magyar színésznő (* 1933)
- 1988 – Lengyel Sándor magyar grafikus (* 1930)
- 1996 – Marin Sorescu román író, festő, műfordító, a Román Akadémia tagja (* 1936)
- 1999 – Kuczka Péter Kossuth- és József Attila-díjas magyar író  (* 1923)
- 2000 – Ionatana Ionatana, Tuvalu miniszterelnöke (* 1938)
- 2003 – Gábor Éva magyar báb- és díszlettervező, grafikus, bélyegtervező, karikaturista, író (* 1914)
- 2004 – Dimebag Darrell Abbott  amerikai rock-zenész, a Pantera egykori tagja (* 1966)
- 2006 – Surányi János magyar matematikus (* 1918)
- 2008 – Xavier Perrot (Xavier Roger Perrot) svájci autóversenyző (* 1932)
- 2013 – Szokolay Sándor Kossuth-díjas magyar zeneszerző, egyetemi tanár (* 1931)
- 2016 – P. Debrenti Piroska Kazinczy-díjas magyar bemondó, előadóművész (* 1926)
- 2019 – Ormos Mária Széchenyi-díjas magyar történész, egyetemi tanár, politikus, MTA doktora (* 1930)
- 2019 – Jarad 'Juice WRLD' Higgins amerikai rapper, énekes (* 1998)
- 2023 – Ryan O’Neal amerikai színész (* 1941)

## Nemzeti ünnepek, emléknapok, világnapok
→Sablonvita:Ünnepek/12-08:
- Szűz Mária szeplőtelen fogantatásának főünnepe a katolikus egyházban[1]
- Buddha megvilágosodásának napja (angolul: Bodhi Day, japánul: Rohatsu) Japánban[2]
- az alkotmány napja Romániában (az alaptörvény 1991-es életbe lépésének évfordulóján)[3]